# Gruson-Gewächshäuser

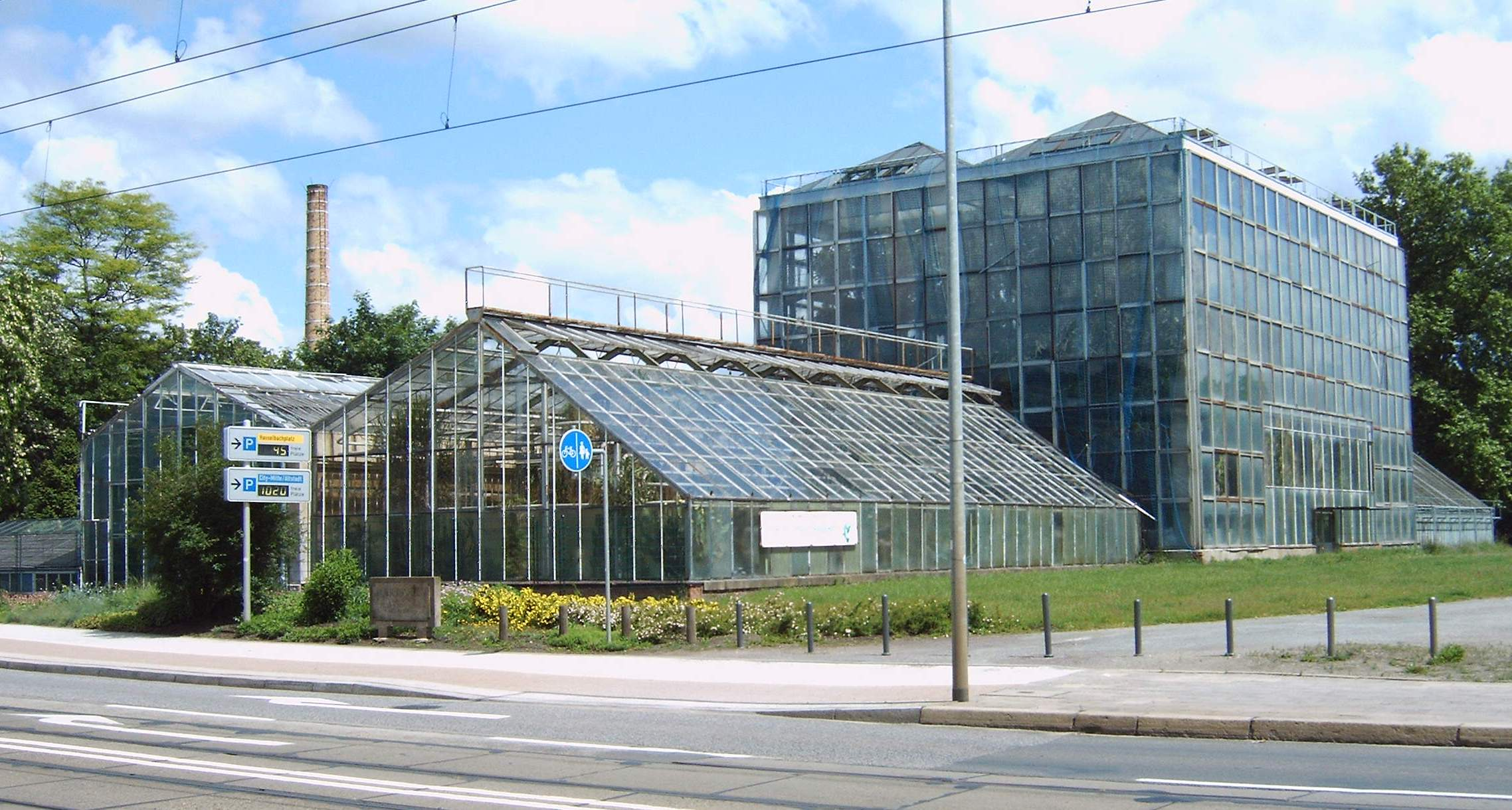
Gruson-Gewächshäuser, 2006

Die Gruson-Gewächshäuser sind ein Botanischer Garten in Magdeburg und enthalten eine bedeutende, bis in das 19. Jahrhundert zurückgehende Pflanzensammlung. Sie gehören heute zum Netzwerk Gartenträume Sachsen-Anhalt.

## Anlage

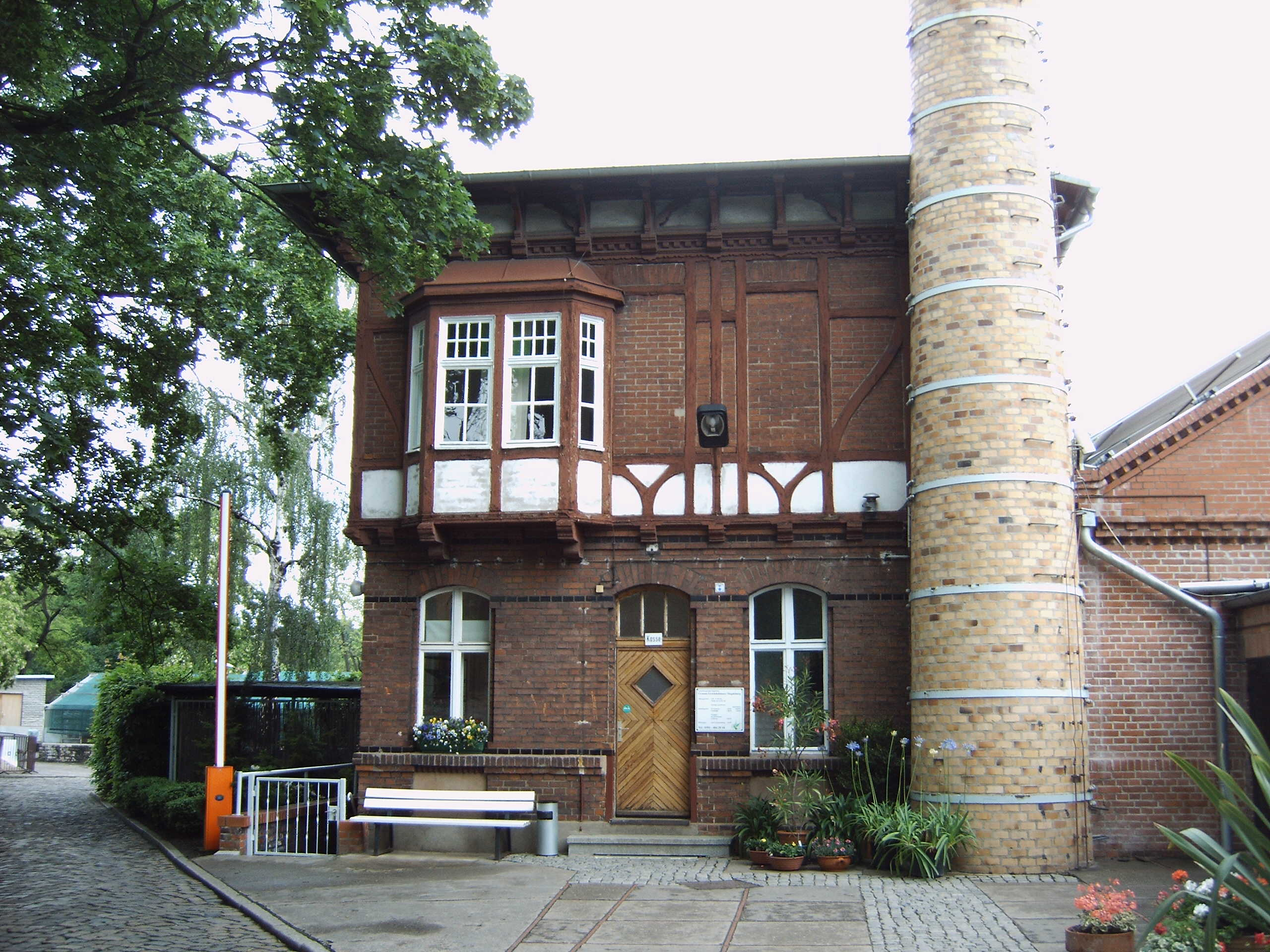
Verwaltungsgebäude, 2006

In den zehn Schauhäusern der Gewächshausanlage werden unter 4000 m² überdachter Fläche inkl. der Anzuchtgewächshäuser etwa 4.900 Pflanzenarten bzw. 5.400 Taxa (d. h. Arten, Unterarten, Varietäten, Sorten und Hybriden) gehalten. Die von der Stadt Magdeburg betriebene Anlage beherbergt Pflanzen aus fünf Kontinenten, die allermeisten stammen aus den Tropen und Subtropen. Der Pflanzenbestand variiert mit der Zeit, es kommen über den Pflanzen- und Samentausch aus anderen Botanischen Gärten neue Pflanzen hinzu und andere verschwinden.
Direkt an die Anlage grenzt der Klosterbergegarten.

### Schauhäuser

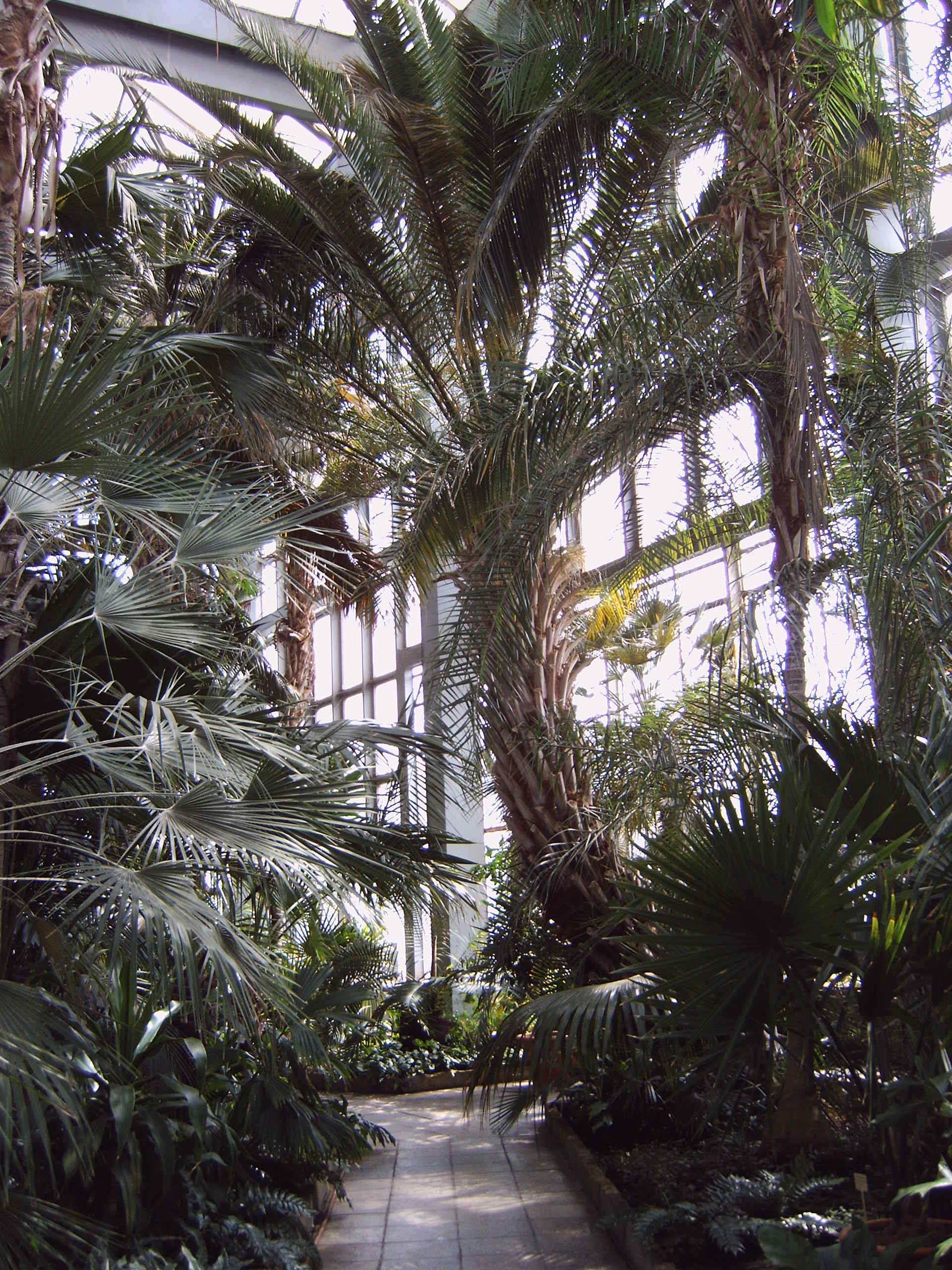
Palmenhaus, 2006

Das 16 Meter hohe Palmenhaus ist Standort für ca. 50 Palmenarten, Baum-Strelitzien und auch für den Riesenbambus. Ein im Haus befindlicher Baumkronenpfad ermöglicht es den Besuchern, bis in die Höhe der Baumwipfel aufzusteigen.
Der Rundgang beginnt nach dem Palmenhaus links im ehemaligen Kakteenhaus, das nun Pflanzen der trockenen Subtropen beherbergt. Hier findet man viele Arten von Kakteen, anderen Sukkulenten und deren Begleitflora, hauptsächlich aus den Anden, Mexikos und Südafrikas, darunter auch ein Beet mit Pflanzen des Fynbos, einer hochspezialisierten Pflanzengesellschaft des südwestlichen Südafrika. Auch jeweils ein Beet mit der Flora des Mittelmeergebietes und der Kanaren wurden gestaltet.
Hier kann man auch eine Gruppe von Echinocactus grusonii, dem „Schwiegermutterstuhl“, mit einem circa 150 Jahre alten Exemplar entdecken und sich am Gezwitscher einer Gruppe freifliegender Rotohrbülbüls erfreuen.
Nach den trockenen Subtropen geht es in die trockenen Tropen. In den ehemaligen Wintergarten sind die wärmeliebenden Kakteen- und Sukkulenten-Arten des alten Kakteenhauses umgezogen. Es erwarten den Besucher Beete mit den geographischen Themen Mittelamerika, pazifisches Südamerika, Madagaskar und Ost-Afrika. Herauszuheben sind große Exemplare vom Elefantenfuß und einer Wüstenrose, diverse Arten der Hakenfrucht, sowie viele Aloe- und Wolfsmilch-Arten.
Am linken Ende der trocken Tropen schließt sich das Bergregenwald-Haus an. Hier werden Pflanzen der kühlen und dauerfeuchten tropischen Regenwälder höherer Lagen gezeigt. Besonders artenreiche Gruppen sind die Orchideen, Bromelien und tropische Heidekrautgewächse. Aber auch Fuchsien und verschiedene strauchige Salbei sind typische Bewohner dieses Lebensraums.
Hier ist auch den fleischfressenden Pflanzen eine ganze Vitrine gewidmet.
Rechterhand von den trocken Tropen führt der Rundgang in das Epiphytenhaus. Wie im Bergregenwald-Haus wachsen hier hauptsächlich Pflanzen die auf anderen Pflanzen wachsen (Epiphyten), jedoch höhere Temperaturen benötigen. Auch hier gibt es viele Orchideen- und Bromelien-Arten. Weitere typische Pflanzenfamilien sind Gesnerien- und Aronstabgewächse. Abgerundet wird die Bepflanzung von einer Vitrine mit tropischen Sumpfpflanzen der Gattung Cryptocoryne und weiteren Pflanzen mit ähnlichen Ansprüchen sowie einem Bereich mit Kannenpflanzen.
Im Kleinen Tropenhaus sind Pflanzen der Tropen des amerikanischen Doppelkontinents zu sehen, darunter Helikonien, diverse Bärenklau- und viele kletternde Aronstabgewächse, z. B. Monstera- und Baumfreund-Arten. In diesem Schauhaus wachsen auch Mimosen, Passionsblumen, Reis, Kakao und zwei Arten von Vanille. Hier und im folgenden Großen Tropenhaus ist eine Gruppe von Straußwachteln unterwegs. Angeschlossen ist das Viktoriahaus, das im Sommer als größte Attraktion die Riesenseerose Victoria cruziana beheimatet.
Nun folgt das Große Tropenhaus, das Pflanzen der Tropen der Alten Welt beherbergt. Eine größere Anzahl von Ficus-Arten, Ingwer- und Aronstabgewächsen ist dort zu sehen. Außerdem wachsen dort, als Vertreter wichtiger tropischer Nutzpflanzen, eine regelmäßig blühende und fruchtende Bananenstaude, ein größerer Kaffeestrauch, Mango, Pfeffer und Zuckerrohr.
Dieses Tropenhaus ist auch die Heimstatt zweier weiblicher Brauen-Glattstirnkaimane, die sich ihr Becken mit Wasserschildkröten und diversen Buntbarschen teilen. In einer Voliere kann man Chamäleons und Taggeckos entdecken. Angeschlossen an das große Tropenhaus ist der Aquarienbereich mit sieben Süßwasser- und einem Meerwasserbecken sowie fünf Terrarien, eins für Pfeilgift- und Färberfrösche, zwei mit Schlangen, eins mit einer Bahia-Riesenvogelspinne und ein weiteres mit Korallenfinger-Laubfröschen.
Das kleine Königin-der-Nacht-Haus zeigt diesen Vertreter der nachtblühenden Gattung, ergänzt durch weitere trockenheitsverträgliche Kletterpflanzen.
Im Lorbeerwald-Haus werden Pflanzen dieser subtropischen, kühlen Regenwälder der Kanaren, Australiens, Mexikos, Brasiliens und dem südöstlichen Himalaya gezeigt. Auffällig sind viele Bäume, deren Blätter dem Echten Lorbeer ähneln wie z. B. der Kampferbaum, die Klebsamen und der kanarische Mocán. Besonders hervorheben könnte man noch eine Wollemie, eine große Japanische Faserbanane, eine Baum-Dahlie und die Wild-Kamelien. An der Wand zum Farnhaus ist zusätzlich eine Ausstellung alter Fotos der Gruson-Gewächshäuser zu sehen.
Mit zum Teil über 130 Jahre alten Farnen präsentiert sich das Farnhaus. Neben Baum- und Palmfarnen finden sich unter anderem Frauenhaar-, Saum-, Geweih- und Schwertfarne sowie sehr große Exemplare der Gattungen Cibotium und Angiopteris. Aufgrund der Südlage dieses Hauses wurde ein Teil der Farne in der Umbauphase 2020/21 in passendere Häuser umgesiedelt und die Bepflanzung mit Exemplaren der tropischen Trockenwälder ergänzt. Beispiele sind der Florettseiden- und Ledermantelbaum.
In der Mitte der Anlage befindet sich dann noch der Innenhof, der entweder vom Palmenhaus oder den trockenen Tropen erreicht werden kann. Die geschützte Lage erlaubt es, exotische Pflanzen wie eine blühfähige Chinesische Hanfpalme und Schopflilien frei auszupflanzen. Abgerundet wird die Anlage durch ein Kräuterbeet, einen Telemann-Garten und weitere Schaubeete für winterharte Pflanzen.
Seit 2013 wurde ein großzügiger Substrataustausch vorgenommen und dabei ein Teil der Schauhäuser (Palmenhaus, Lorbeerwaldhaus, Großes und Kleines Tropenhaus) komplett neu gestaltet und bepflanzt.
April 2020 war mit dem Neubau des Farn- und Kakteenhauses sowie des Wintergarten begonnen worden. Dies war aus Sicherheitsgründen notwendig geworden. In dieser Zeit wurden auch vier weitere Häuser (Bromelienhaus, Orchideenhaus, Mittelmeerhaus, Farnhaus) konzeptionell umgestaltet. Am 10. November 2021 fand die feierliche Wiedereröffnung statt.

### Außenbereich
Der Außenbereich ist zurzeit noch Baustelle. Ab 2022 werden hier Anlagen für Hochgebirgspflanzen der subtropischen Klimazone und ein Moorbeet mit fleischfressenden Pflanzen angelegt. Die Bepflanzung soll 2024 erfolgen.

## Galerie

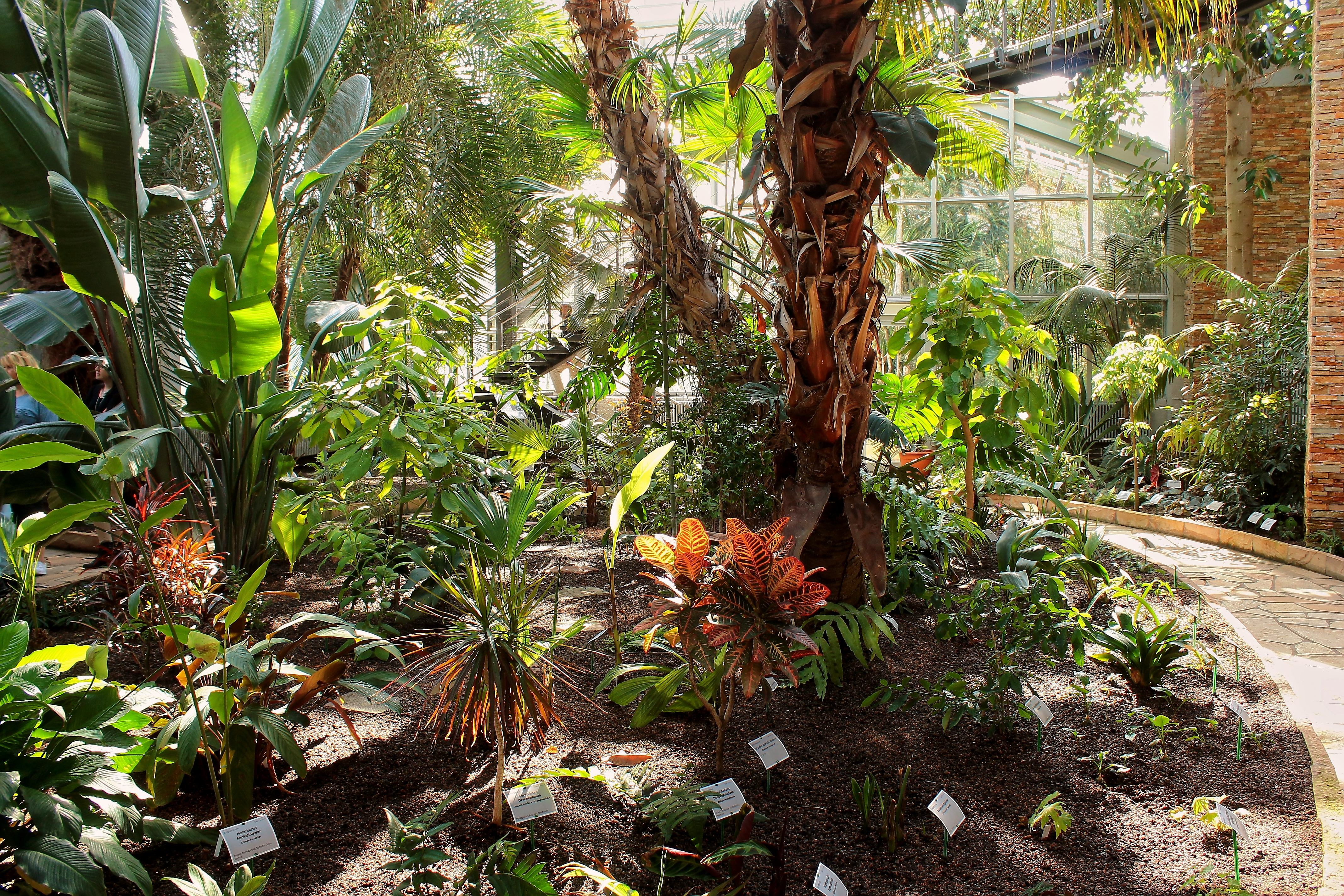
Palmenhaus nach der Neubepflanzung 2015
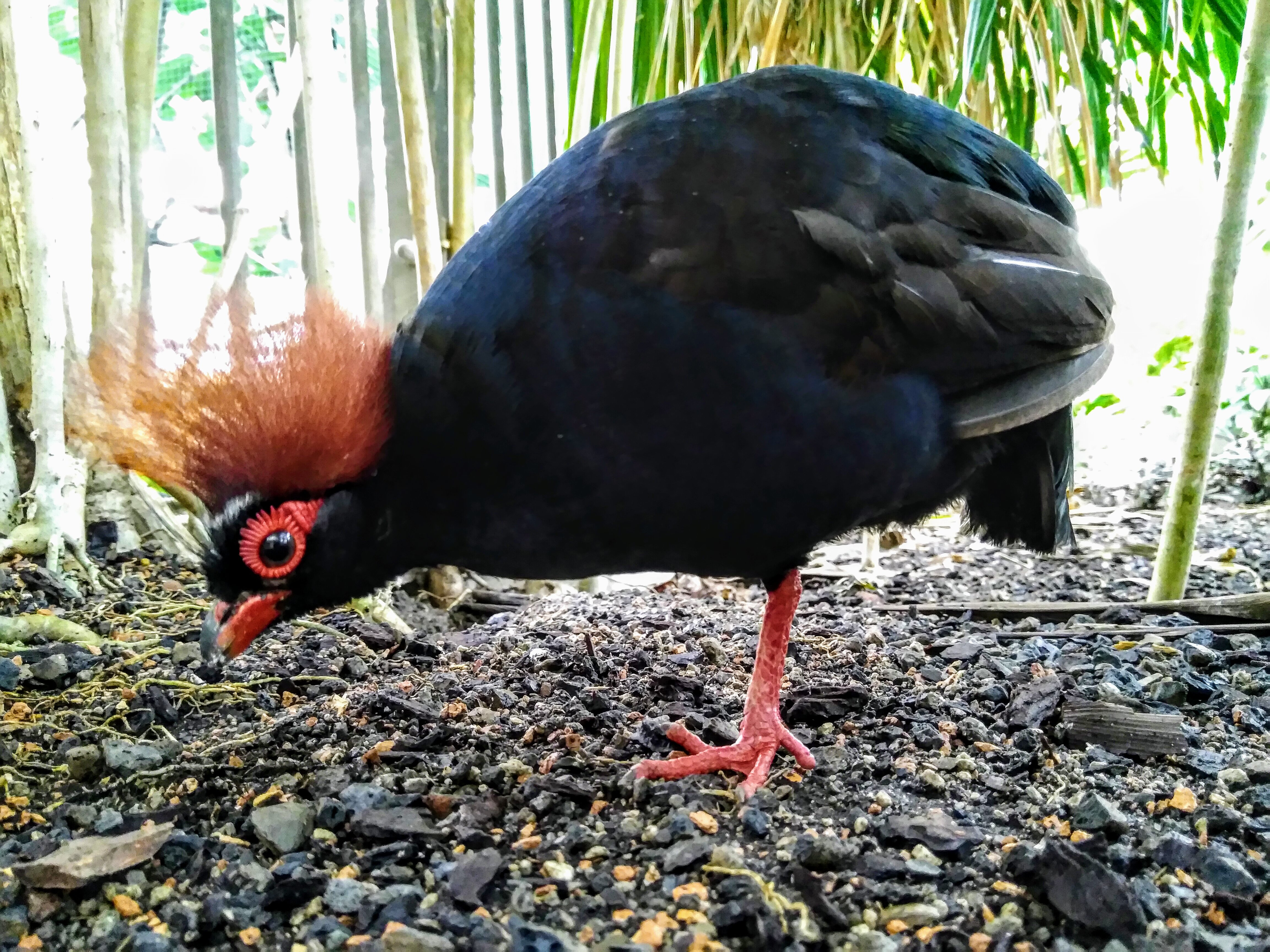
Männliche Straußwachtel (Rollulus rouloul)
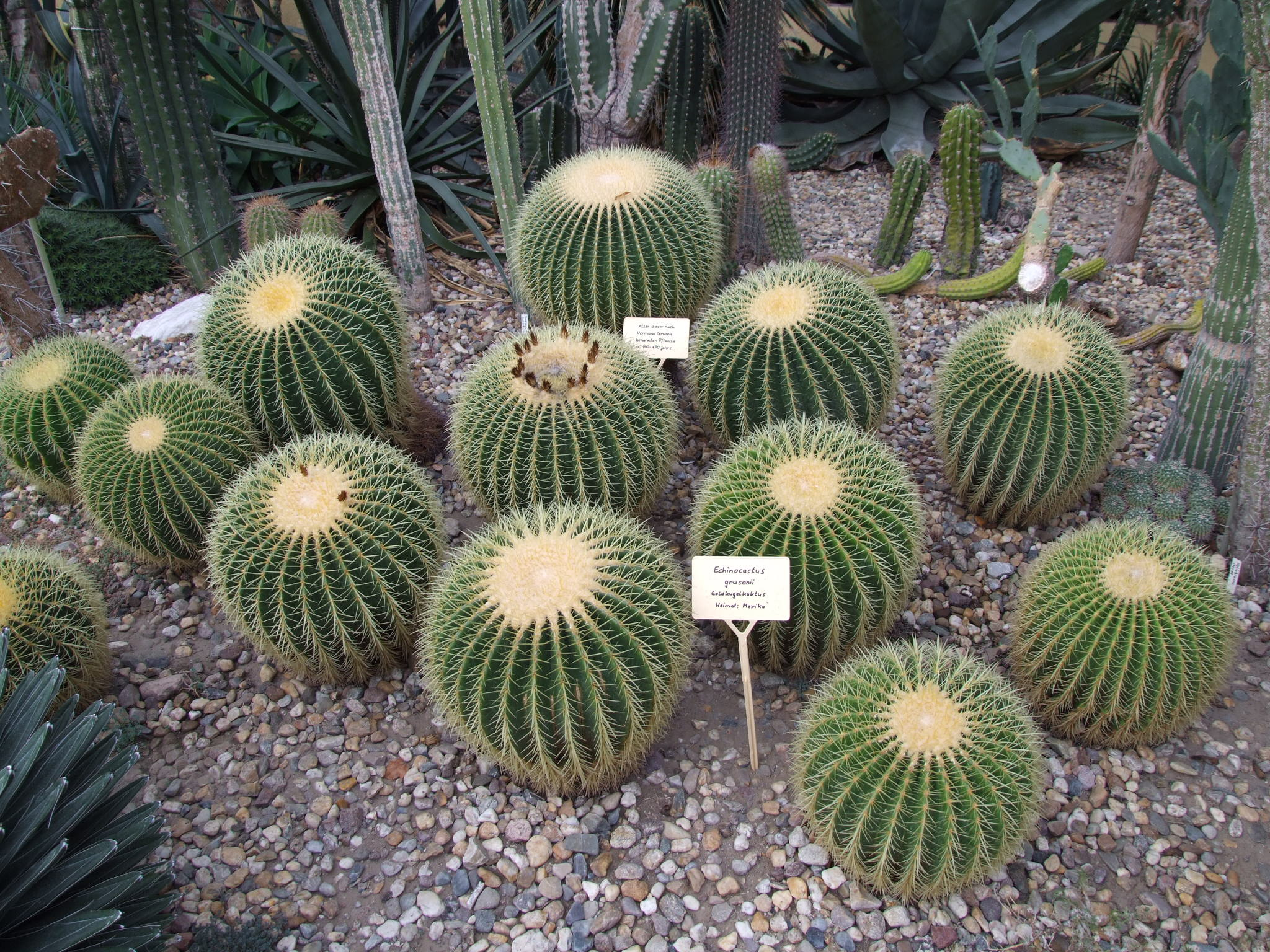
Goldkugelkaktus (Echinocactus grusonii) im Kakteenhaus
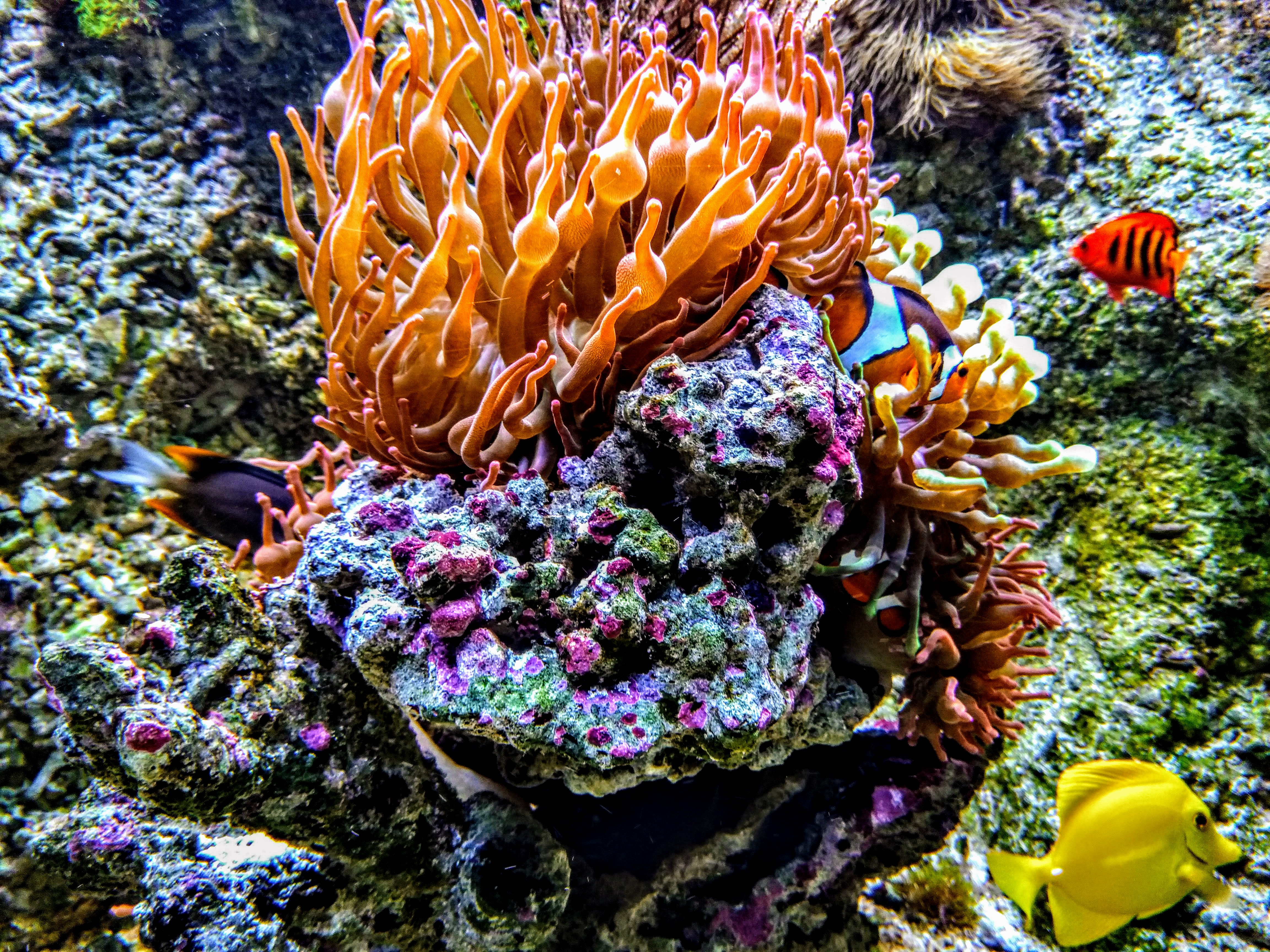
Meerwasseraquarium

## Geschichte

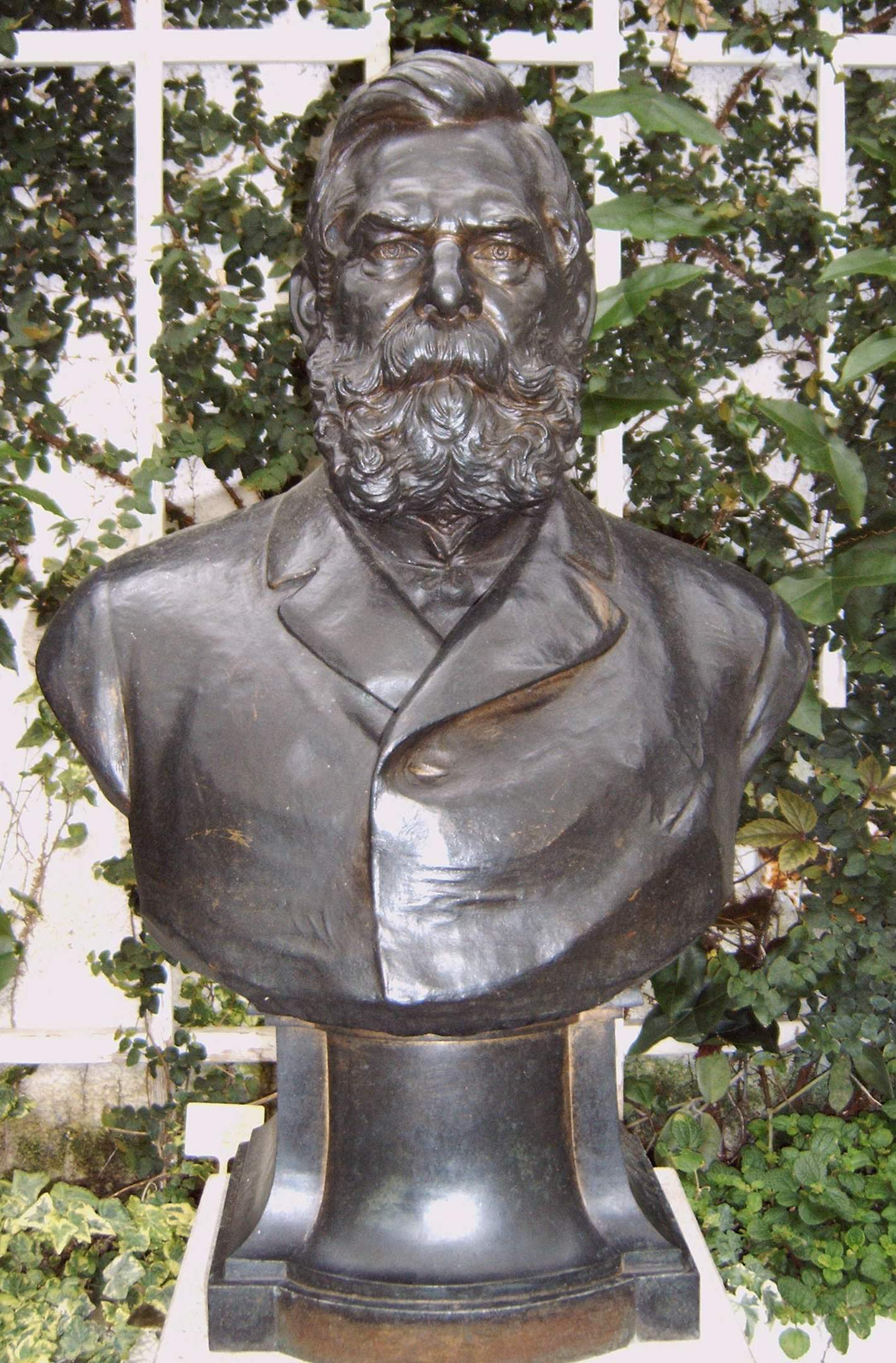
Bronzebüste von Hermann Gruson

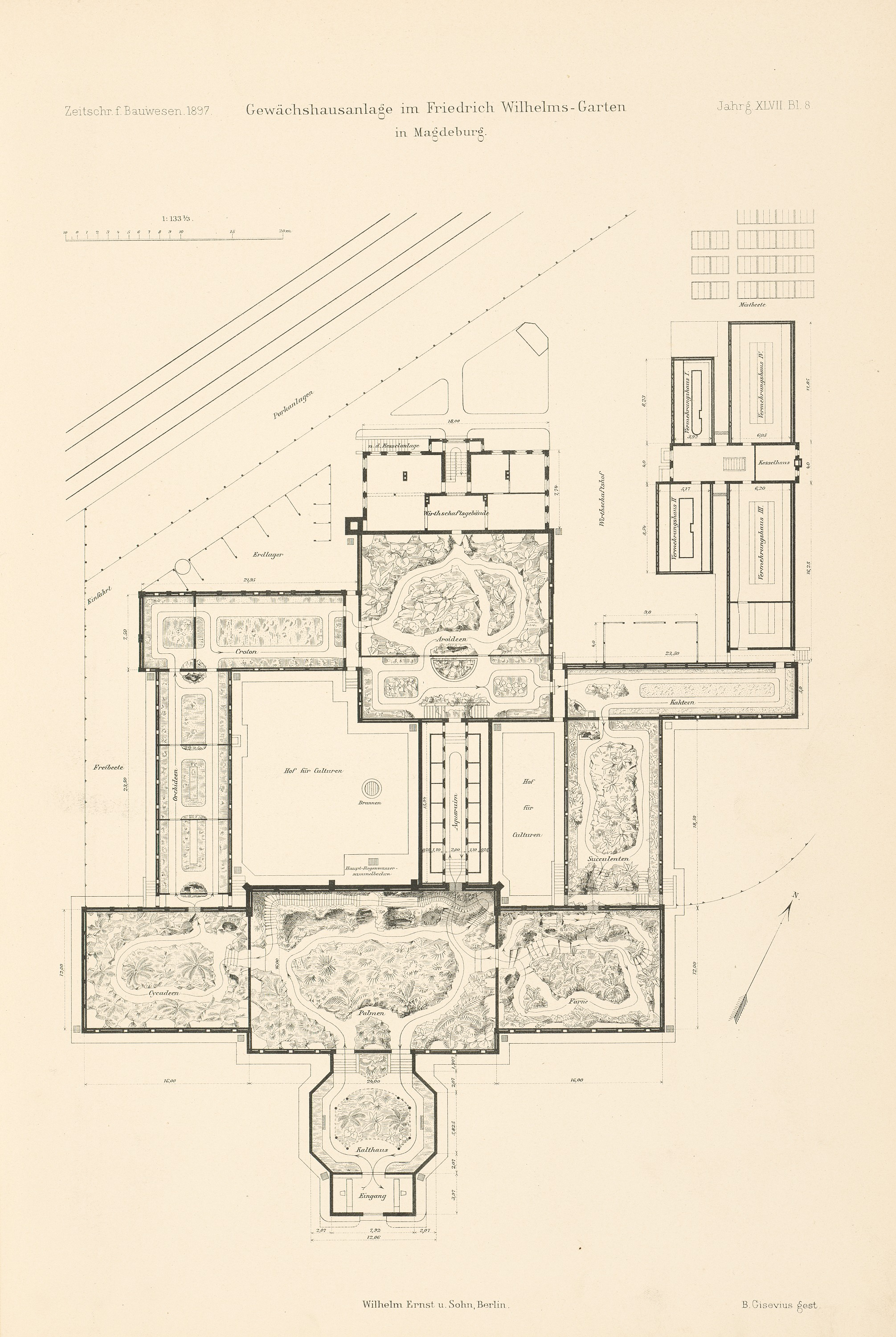
Grundriss von 1896

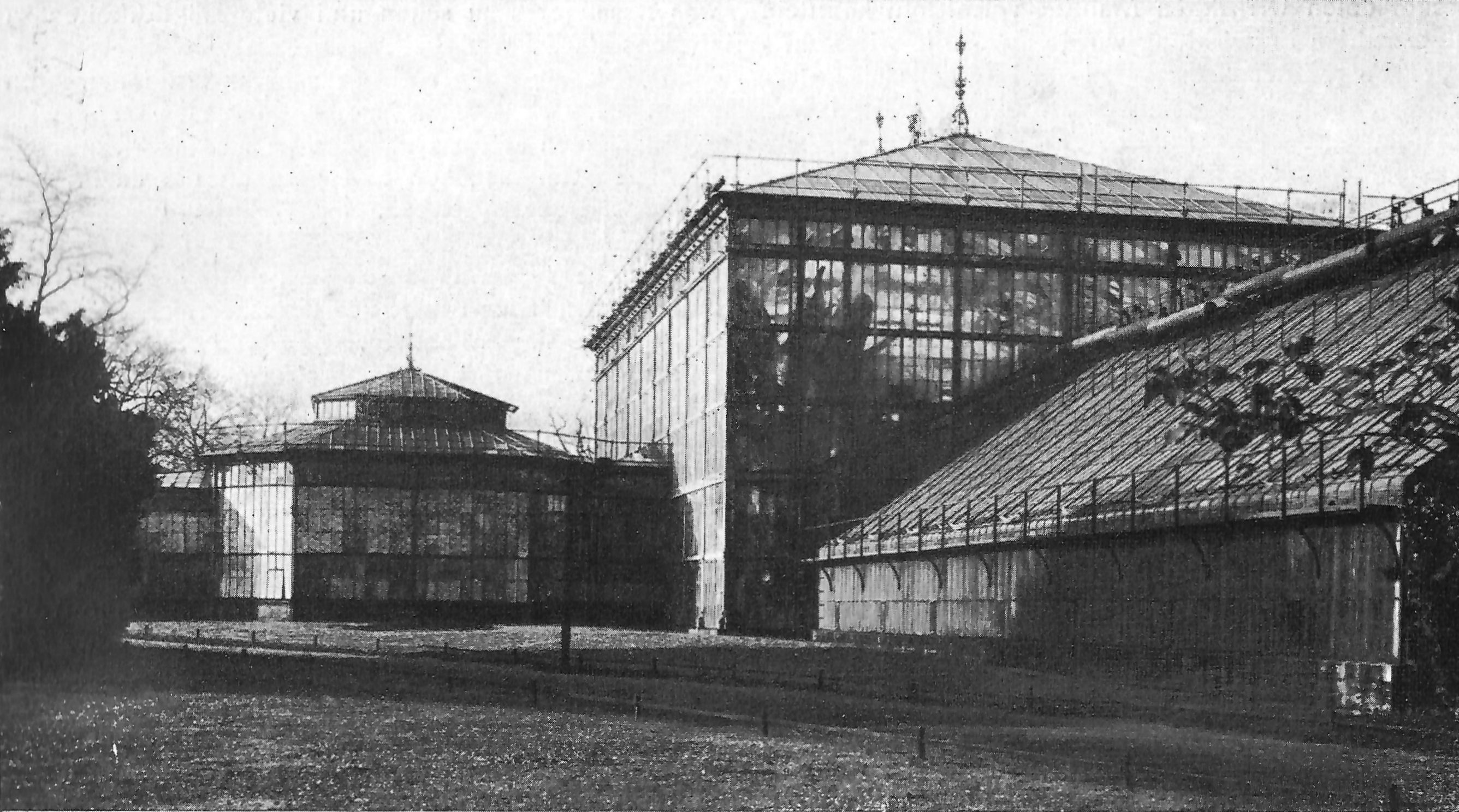
Blick auf die Grusonschen Gewächshäuser in den 1920er Jahren

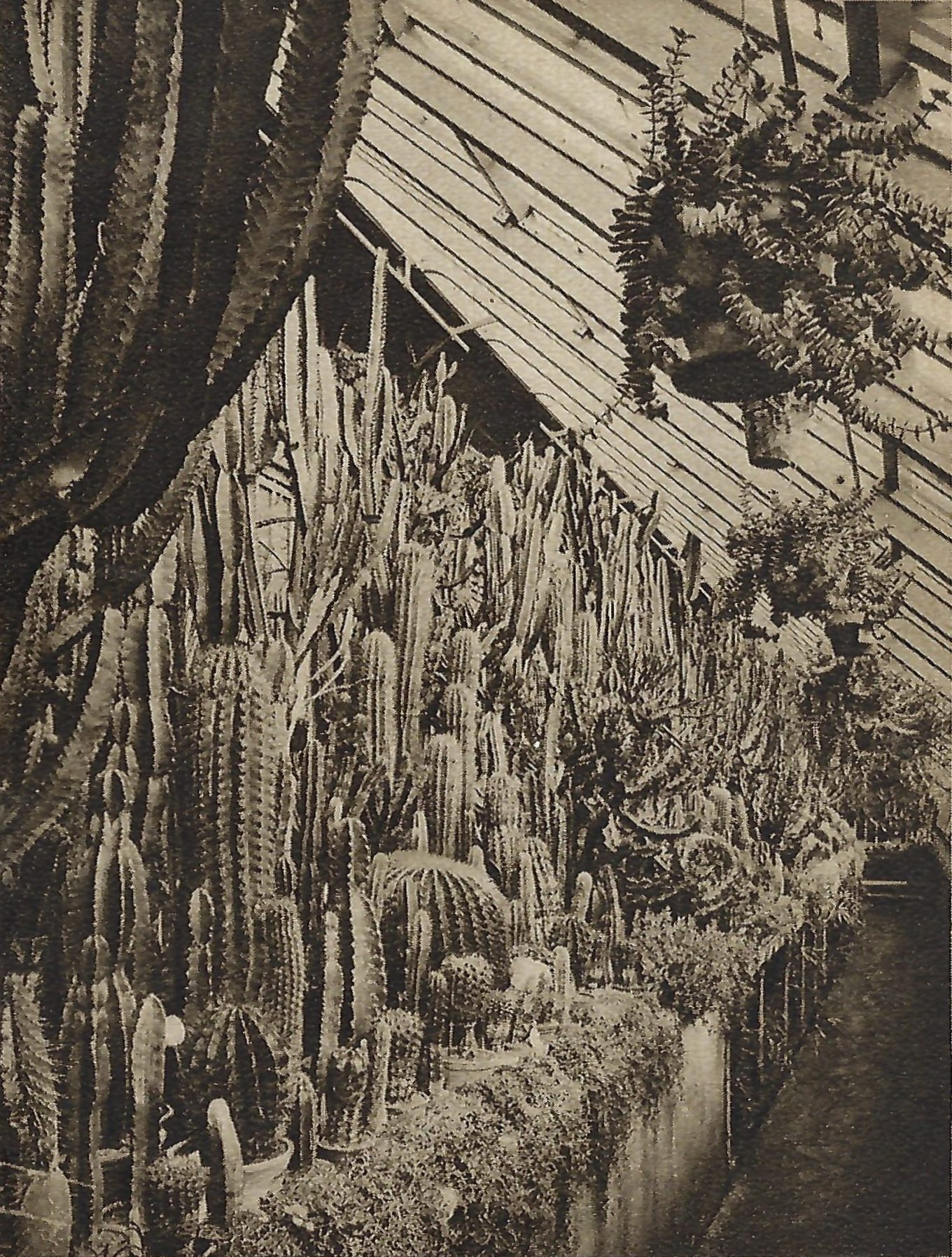
Innenansicht 1933 oder früher, aus Magdeburg Die Stadt der Mitte, Deutschland-Bildheft Nr. 23

Nach dem Tod des Magdeburger Industriellen und Pflanzensammlers Hermann Gruson schenkte dessen Familie im Jahr 1895 seine von ihm zusammengetragene umfangreiche Pflanzensammlung der Stadt Magdeburg. Außerdem spendeten der Sohn Hermann und Grusons Ehefrau Helene 100.000 Mark, um der Stadt die Annahme zu erleichtern. Die Spende an die Stadt hatte auch einen pragmatischen Grund. Der Unternehmer hatte wohl nicht die Absicht, seinen Wohnsitz auf dem Werksgelände in Buckau zu erhalten. Nachdem das Werk bereits 1893 von der Friedrich Krupp AG übernommen worden war, wollte er den Erhalt seines privaten Besitzes geklärt wissen, denn er hatte lebenslanges Wohnrecht auf dem Gelände. An die Übernahme der Pflanzensammlung knüpfte die Familie Gruson daher fünf Bedingungen:
1. Nur die Stadt sollte die Unterhaltung der Sammlung unternehmen.
2. Der Unterhalt der Pflanzen sollte im Sinne Grusons erfolgen.
3. Die Sammlung sollte  „für alle Zeiten“ den Namen Grusons tragen.
4. Die Pflanzen sollten jedem zugänglich gemacht werden, wenn nötig, mit eintrittsfreien Tagen für die Ausstellung.
5. Die Stadt musste Grusons Gärtner und in der Ausbildung befindliche Lehrlinge übernehmen.

Für die bis dahin in der Freien Straße untergebrachte Sammlung wurde 1896 die große öffentliche Gewächshausanlage am Klosterbergegarten errichtet. Gruson hatte mit Hilfe seines Obergärtners Albert Mathsson die zum damaligen Zeitpunkt wohl größte Sammlung an Kakteen und Sukkulenten in Europa zusammengetragen. 1889 war Mathsson im Auftrage Grusons sogar zu einer Sammelexpedition nach Mexiko aufgebrochen. Auch hatte Gruson sich über seinen in Mexiko lebenden Freund Karwinsky viele Exemplare schicken lassen. Bereits zu Lebzeiten erfuhr er dafür mehrere Ehrungen. Die deutsche Kakteengesellschaft hielt 1894 ihm zu Ehren ihre Hauptversammlung in seinen Gewächshäusern ab. Vier Kakteenarten erhielten seinen Namen, darunter der Schwiegermutterstuhl oder Goldkugelkaktus. Außerdem lud Gruson regelmäßig Gäste, Besucher, Interessierte und Geschäftsfreunde in seinen Garten und seine Gewächshäuser ein. Allein für die Bewässerung und Pflege der Kakteen und Sukkulenten gab er jährlich etwa 20.000 Mark aus.
Am 12. April 1896 erfolgte die Eröffnung der Anlage unter dem Namen Gruson Gewächs- und Palmenhäuser der Stadt Magdeburg. Die Ausstellung war von Beginn an gut besucht und die Häuser waren beliebte Veranstaltungsziele für Vereine und Tagesausflüge von Schulklassen. Bis in die 1920er Jahre war ein Besuchstag in der Woche eintrittsfrei. Mehrere Magdeburger Bürger spendeten den Häusern wertvolle Pflanzen. Eine Büste Grusons befindet sich noch heute im Haus.
Aus der Gründungszeit ist das Verwaltungsgebäude mit anschließendem Gewächshaus, das Mittelmeerhaus und das heute als Unterrichtsraum genutzte damalige Kakteenhaus erhalten. Der Unterrichtsraum besteht zum Teil aus Bauteilen, die im Schalenhartguss, einem von Hermann Gruson entwickelten Verfahren, hergestellt worden waren.
Im Jahr 1910 entstand das ebenfalls noch erhaltene Viktoriahaus als betonummantelte Stahlkonstruktion.
Während des Zweiten Weltkriegs kam es bei einem Luftangriff auf Magdeburg im September 1944 zu schweren Zerstörungen in der Anlage. Praktisch alle Glasscheiben waren zerbrochen. Das Palmenhaus war zerstört. Auch der wertvolle Pflanzenbestand hatte Verluste erlitten.
Nach Ende des Krieges wurden schnell einige Kriegsschäden beseitigt. Bereits im Sommer 1945 wurden das Kakteenhaus (heute Botanikschule), das Sukkulentenhaus (heute Mittelmeerhaus) und das Große Tropenhaus wieder eröffnet. Die weiteren Häuser folgten. Das große Palmenhaus wurde jedoch erst nach mehr als 40 Jahren im Jahr 1986 wieder eröffnet. Der ursprüngliche repräsentative Eingang wurde erst im Jahr 2010 neu errichtet. Damit wurde der provisorische Eingang am Verwaltungsgebäude nach 65 Jahren abgelöst. 1975 wurde eine Botanikschule eröffnet. In dem Schulungsraum werden interessierte Gruppen und vor allem Schulklassen zu Themen der Botanik geschult.
In den ersten 100 Jahren besuchten die Gruson-Gewächshäuser ungefähr sechs Millionen Menschen.
Das Bergregenwaldhaus ist nach Umbaumaßnahmen 2020–2021, die sich verzögerten, seit November 2023 wieder zugänglich. Das frühere Bromelienhaus wurde umgestaltet und an die Ansprüche der Pflanzen aus den tropischen Nebel- und Bergregenwälder angepasst.

## Film
- Wo der Stahl gehärtet wurde – Maschinenbaustadt Magdeburg. Dokumentarfilm, Deutschland, 2019, 44:44 Min., Buch und Regie: Tom Kühne, Produktion: MDR, Reihe: Der Osten – Entdecke wo du lebst, Erstsendung: 14. Januar 2020 beim MDR Fernsehen, Inhaltsangabe vom MDR (Memento vom 19. Januar 2020 im Webarchiv archive.today)